# Noto (Ishikawa)
Noto (能登町 Noto-chō?) es un pueblo localizado en la prefectura de Ishikawa, Japón. En octubre de 2019 tenía una población estimada de 15.803 habitantes y una densidad de población de 57,8 personas por km². Su área total es de 273,27 km².

## Historia
El área alrededor de Noto era parte de la antigua provincia de Noto. Durante el Período Sengoku (1467–1568), el área fue disputada entre el clan Hatakeyama, el clan Uesugi y el clan Maeda, luego el área se convirtió en parte del Dominio Kaga bajo el shogunato Tokugawa del período Edo. Después de la restauración Meiji, el área se organizó en el distrito de Fugeshi, Ishikawa.
El 5 de mayo de 2023, la localidad de Noto de está prefectura, fue sacudida por un temblor de magnitud 6.3, dejando al menos un muerto.

## Geografía

### Localidades circundantes
- Prefectura de Ishikawa
  - Anamizu
  - Suzu
  - Wajima

## Demografía
Según los datos del censo japonés, esta es la población de Noto en los últimos años.
| 1995   | 2000   | 2005   | 2010   | 2015   |
| ------ | ------ | ------ | ------ | ------ |
| 25.590 | 23.673 | 21.792 | 19.565 | 17.568 |

## Infraestructura

### Transporte

#### Transporte aéreo

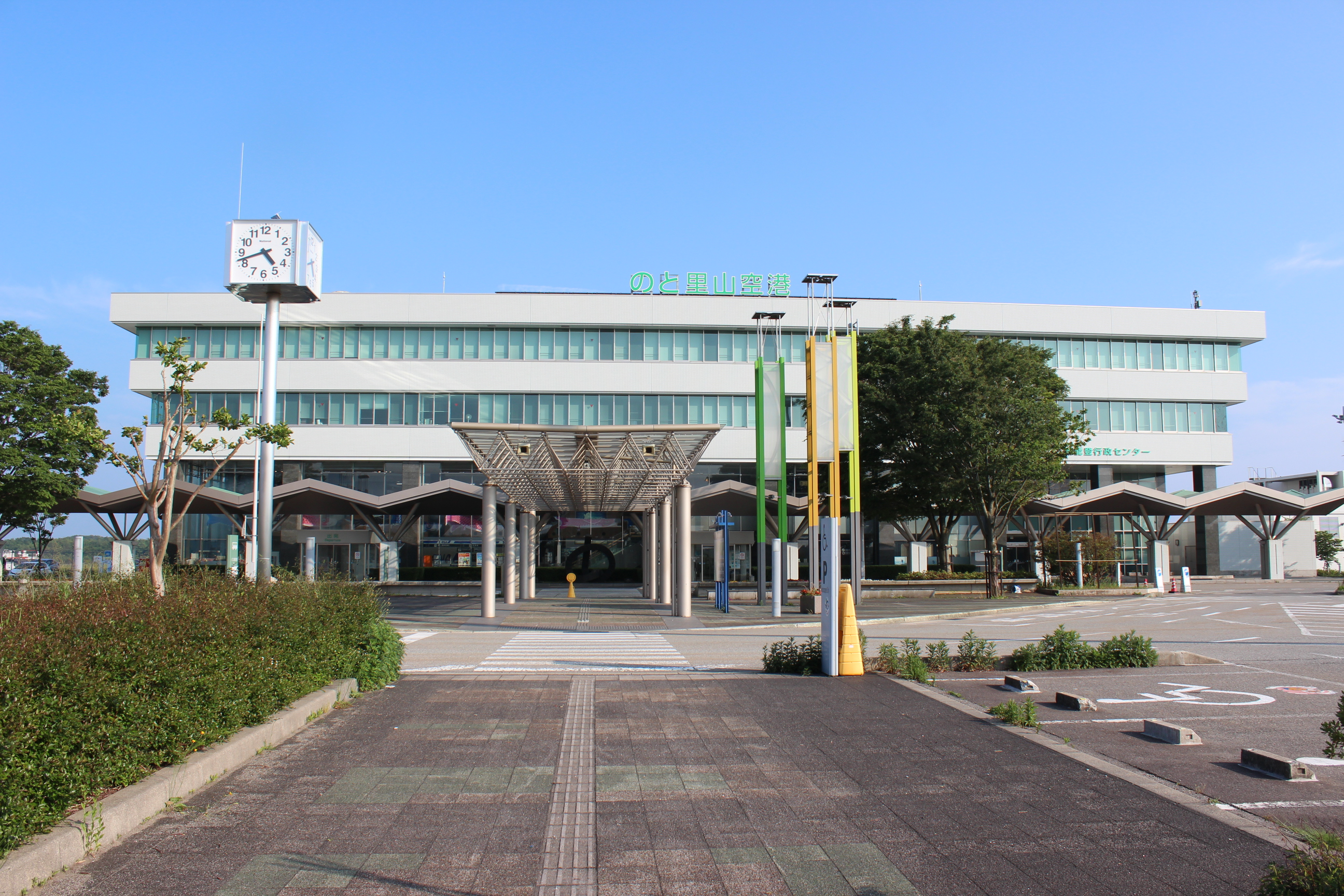
Aeropuerto de Noto

El Aeropuerto de Noto, también conocido extraoficialmente como Aeropuerto de Wajima, es un aeropuerto nacional de la Península de Noto.